# Кретовка (посёлок)
Кретовка — упразднённый посёлок в Новокурлаксом сельском совете Аннинского, с 1935 года Садовского района, Воронежской области России

## География
Находился близ села Моховое на водотоке Лог Осиновский, левый приток Курлака (бассейн Битюга).

## История
Первое документальное упоминание — 1887 год. Тогда Кретовка называлась «хутор Кретова» и в нём проживало 8 человек, стоял один двор.
В 1928 году входил в состав Старокурлакского 2-го сельсовета (то есть Моховского) как посёлок Кретовский.
В 1959 году входил в колхоз «им. Жданова» села Моховое.
С конца 1950-х годов посёлок не существует. Большинство жителей переехало в село Моховое. Посёлок Кретовка появился одновременно с посёлком Вальское, только переселенцы были не из Старого Курлака, а из Нового Курлака. Посёлок Кретовка был самый ближайший из населённых пунктов от посёлка Вальское. До него было не более 3-х километров. Красивый был посёлок. Расположен он был по обоим берегам двух прудов, следующих друг за другом. Та часть посёлка, которая располагалась на нижнем пруду, называлась Поворовкой. На левой стороне верхнего пруда была ветряная мельница. Этой мельницей пользовались и жители посёлка Вальское. Посёлок Кретовка перестал существовать в 1956 году.
В 10 километрах на запад от села Старый Курлак до начала Первой мировой войны на Валовских лугах был хутор Валовка. На хуторе было два или три домика. В них жили пастухи, которые пасли помещичьи нагульные стада волов. Очевидно, от слова «волы» и хутор, и луга получили своё название.
На Валовских лугах была только степная трава, ни одного кустика, ни одного деревца. Вокруг удивительно ровная местность, до самого горизонта абсолютно ни каких возвышенностей, только кое-где местами встречались небольшие блюдца, заросшие влаголюбивой растительностью, потому что там почти всё лето под ногами была мокрота. Эти блюдца называли мочажинами.
Ближайшие поселения были не ближе 5-6 километров: на северо-западе — село Моховое, на востоке — посёлок Степановка, на юго-востоке — посёлок Бирюч.
В середине 1920-х годов из села Старый Курлак на Валовские луга переселилось более 100 дворов малоземельных крестьян. На месте хутора Валовка появился посёлок, который сначала назывался Валовкой, а позже получил официальное название — посёлок Вальское. В посёлке было две улицы. В плане эти улицы были в виде буквы Т.
В конце западной части посёлка был небольшой пруд. Этот пруд назывался «Маленький Пруд». Он служил основным источником для водопоя скота и вымачивания конопли.
На стыке улиц, после того, как в посёлке организовался колхоз, построили помещения для колхозного скота, склад для зерна, кузницу, правление колхоза и, конечно, торговый ларёк, в котором можно было купить товары первой необходимости для сельского жителя. Всё это место и все эти постройки, вместе взятые, местные жители называли «Общий двор», а произносили это как «Обчий двор». В 1950 году на «Общем дворе» была построена начальная школа.
В начале 1950-х годов вокруг посёлка были уже не степи, а пашни, на которых колхозники выращивали зерновые культуры, но значительную часть земли отводили и под сахарную свёклу. Посёлок выглядел обжитым, почти перед каждым домом был палисадник, у многих за дворовыми постройками был плодоносящий фруктовый сад. Вскоре началась государственная политика по укрупнению колхозов. Колхоз, который был в посёлке Вальское, объединили с колхозами, которые были в посёлках Моховое и Кретовка.
После объединения колхозов все животноводческие постройки вместе со скотом были перевезены и переведены в село Моховое, то же самое было и с другими производственными постройками: складом, кузницей и т. д. Жителям посёлка Вальское после этого ничего не оставалось, как тоже переселиться, но так как многие жители посёлка были в своё время переселенцами из села Старый Курлак, где у многих остались родственники и знакомые, то и переселяться стали в Старый Курлак. К середине 1950-х годов посёлок Вальское перестал существовать, сады выкорчевали, землю распахали.